# Isla Sangir
La isla Sangir (en indonesio: Pulau Sangir / Pulau Sangir Besar) con las variantes de ortografía "Sangihe", "Sanghir" o "Sangi", es una isla en el grupo de las islas Sangir. Su nombre indonesio significa literalmente "Gran Sangir", en referencia al hecho de que la isla es la principal del archipiélago. Es parte de la provincia de Célebes Septentrional. El idioma principal es el idioma sangir.
Fue el escenario de una violenta erupción del volcán Gunung Awu en marzo de 1856. La montaña existente fue cambiada por la erupción, y se produjo una inundación extensa. El número de muertos se estima por encima de los dos mil, posiblemente tan alto como 6.000. Otras erupciones importantes ocurrieron en 1966 y 2004.

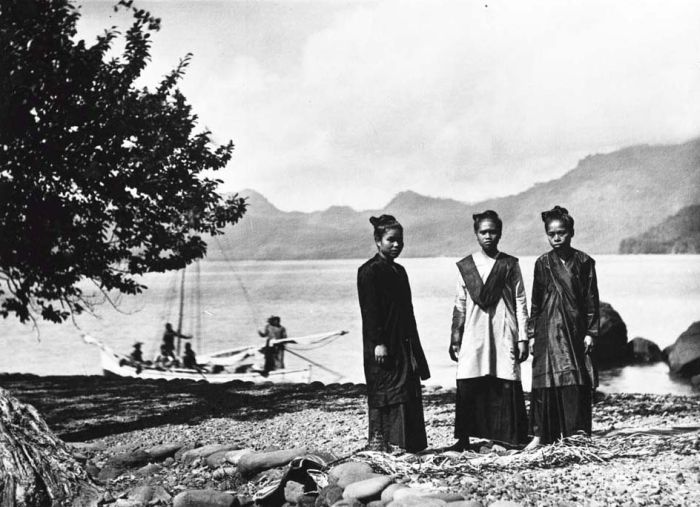
Jóvenes con vestidos tradicionales en la isla de Sangir cerca del año 1900.